# Batman: Arkham Origins
Batman: Arkham Origins is een action-adventure/stealth-game ontwikkeld door Warner Bros. Games Montréal en uitgebracht door Warner Bros. Interactive Entertainment.

## Rolverdeling
| Personage                      | Stemacteur         |
| ------------------------------ | ------------------ |
| Batman / Bruce Wayne           | Roger Craig Smith  |
| Joker / Black Mask / Red Hood  | Troy Baker         |
| Alfred Pennyworth              | Martin Jarvis      |
| Bane                           | JB Blanc           |
| Lt. James Gordon               | Michael J. Gough   |
| Deathstroke / Slade Wilson     | Mark Rolston       |
| Firefly / Garfield Lynns       | Crispin Freeman    |
| Copperhead                     | Rosa Salazar       |
| The Penguin / Oswald Cobblepot | Nolan North        |
| Enigma                         | Wally Wingert      |
| Black Mask / Roman Sionis      | Brian Bloom        |
| Killer Croc / Waylon Jones     | Khary Payton       |
| Howard Brandon                 | Chris Fries        |
| Barbara Gordon                 | Kelsey Lansdowne   |
| Lady Shiva                     | Kelly Hu           |
| Vicki Vale                     | Grey DeLisle       |
| Warden Martin Joseph           | Khary Payton       |
| Harvey Bullock                 | Robert Costanzo    |
| Mad Hatter                     | Peter MacNicol     |
| Deadshot / Floyd Layton        | Chris Cox          |
| The Electrocutioner            | Steven Blum        |
| Harleen Quinzel                | Tara Strong        |
| Ricky "Loose Lips" LeBlanc     | Steven Blum        |
| Anarky                         | Matthew Mercer     |
| Tracey Buxton                  | Laura Waddell      |
| Commissioner Gillian Loeb      | John Polito        |
| Albert Falcone                 | Quinton Flynn      |
| Candy                          | Masasa Moyo        |
| The Bird                       | Carlos Alazraqui   |
| Cyrus Pinkey                   | Maurice LaMarche   |
| Amanda Waller                  | CCH Pounder        |
| Quincy Sharp                   | Tom Kane           |
| Jack Ryder                     | James Horan        |
| Robin                          | Josh Keaton        |
| Mr. Freeze / Victor Fries      | Maurice LaMarche   |
| Nora Fries                     | Annie Mumolo       |
| Ferris Boyle                   | Stephen Tobolowsky |
| Kirigi                         | Kaiji Tang         |

## Ontvangst
| Beoordeeld door      | Platform      | Datum            | Score |
| -------------------- | ------------- | ---------------- | ----- |
| PC Games (Duitsland) | Windows       | 29 oktober 2013  | 84%   |
| GameStar (Duitsland) | Windows       | 25 oktober 2013  | 81%   |
| GamerGen             | Wii U         | 11 november 2013 | 75%   |
| PlayFrance           | PlayStation 3 | 4 november 2013  | 50%   |